# Luthers 95 teser
Luthers 95 teser blev angiveligt ophængt på døren til Wittenberg Slotskirke den 31. oktober 1517 af Martin Luther. Denne handling førte til de voldsomme begivenheder i Europa, der kendes som Reformationen.